# Gmina Barwice
Gmina Barwice là một gmina nông thôn thành thị (quận hành chính) ở hạt Szczecinek, West Pomeranian Voivodeship, ở phía tây bắc Ba Lan. Khu vực hành chính của nó là thị trấn Barwice, nằm khoảng 23 kilômét (14 mi)   về phía tây của Szczecinek và 122 km (76 mi) về phía đông của thủ phủ khu vực Szczecin.
Gmina có diện tích là 258,89 kilômét vuông (100,0 dặm vuông Anh), và tính đến năm 2006, tổng dân số của nó là 8.897 người, trong đó dân số của Barwice là 3.838 người, và dân số của vùng nông thôn của gmina là 5.059 người.
Gmina chứa một phần của khu vực được bảo vệ gọi là Công viên cảnh quan Drawsko.

## Làng
Ngoài thị trấn Barwice, Gmina Barwice gồm các làng và các khu định cư như Bącki, Białowąs, Bierzkowo, Borzęcino, Brzezno, Chłopówko, Chłopowo, Chwalimka, Chwalimki, Cybulino, Dobrzycko, Gąski, Gonne Nam, Gorki, Grabiążek, Gwiazdowo, Jadwigowo, Jagielnik, Jeziorki, Kaźmierzewo, Kłodzino, Knyki, Kobacz, Kobuz, Kołątek, Kolonia Łęknica, Kolonia Przybkowo, Kolonia Sulikowo, Koprzywienko, Koprzywno, Korzec, Krzyka, Krzywolas, Łęknica, Liwiec, Luboradza, Lubostronie, Niemierzyno, Nowa Łęknica, Nowe Koprzywno, Nowy Chwalim, Nowy Grabiąż, Ostropole, Ostrowąsy, Parchlino, Piaski, Polne, Przybkówko, Smaga, Śmilcz, Stare Koprzywno, Stary Chwalim, Stary Grabiąż, Sulikowo, Świerk, Tarmno, Trzemienko, Uradz, Weje, Wojsławiec, Żdżar và Żytnik.

## Gmina lân cận
Gmina Barwice giáp với các gminas của Borne Sulinowo, Czaplinek, Grzmiąca, Połczyn-Zdrój, Szczecinek và Tychowo.